# Lombres (roman)
Cet article concerne le roman de China Miéville. Pour la commune française, voir Lombrès.
Lombres (titre original : Un Lun Dun) est un roman de fantasy de l'écrivain britannique China Miéville, publié en 2007. L'auteur a également réalisé les nombreuses illustrations qui parsèment le livre. Le titre de l'ouvrage se réfère au nom de la ville de fiction dans laquelle se déroule l'histoire.

## Résumé
Zanna et Deeba, deux jeunes adolescentes londoniennes, trouvent un passage menant à la ville de Lombres, une version alternative de Londres dans laquelle le Smog, une incarnation vivante du fameux brouillard londonien, menace la ville et tous ses habitants. Une très vieille prophétie annonce la venue de la Shwazzy, une jeune fille blonde dont la description correspond parfaitement à Zanna. Tous espèrent donc qu'elle va les délivrer de la menace du Smog. Mais ce dernier parvient contre toute attente à mettre Zanna hors d'état de lui nuire et se prépare à une attaque généralisée sur toute la ville.

## Personnages
- Susanna « Zanna » Moon : une jeune adolescente londonienne, amie de Deeba et incarnation de la « Shwazzy ».
- Deeba Resham : une jeune adolescente londonienne, amie de Zanna.
- Hemi : un semi fantôme lombressien, issu de l'union d'un homme avec une fantôme.
- Benjamin Hue Unstible : un ancien opposant lombressien au Smog.
- Le Smog : une incarnation vivante d'un brouillard radioactif. Il s'est attaqué à Londres il y a longtemps mais a échoué et depuis, son plan est de prendre possession de Lombres.
- Obaday Fing : un tailleur lombressien qui œuvre avec des pages de livres en guise de tissus.
- Joseph « Joe » Jones : un contrôleur de bus lombressien.
- Mortier : un proféçogur lombressien, réceptacle de la connaissance scientifique.
- Lutrine : le pendant féminin de Mortier.
- Grimoire : un grimoire vivant, réceptacle de la prophétie de la « Shwazzy ».
- Brokkenbroll : le chef des barapluies, des parapluies doués de vie et modifiés pour résister aux attaques du Smog.

## Accueil critique
En France, le Cafard cosmique décrit le roman comme « foisonnant et picaresque », affirmant qu'il « confirme le talent de créateur d’univers de China Miéville ». Pour sa part, Philippe Boulier souligne dans la revue Bifrost que « le résultat est d'autant plus réussi que China Miéville a su trouver le ton juste qui convenait à cette histoire, un esprit bon enfant permanent qui parvient à dédramatiser les situations les plus sombres sans jamais verser dans la niaiserie ».

### Récompenses
Lombres a remporté le prix Locus du meilleur roman pour jeunes adultes 2008 ainsi que le prix Elbakin.net du meilleur roman étranger pour la jeunesse 2010.

## Éditions
- Un Lun Dun, Macmillan, 1er janvier 2007, 522 p.  (ISBN 978-0230016279)
- Lombres, Au Diable Vauvert, coll. « Jeunesse », 22 octobre 2009, trad. Christophe Rosson, 644 p.  (ISBN 978-2846262149)
- Lombres, Pocket, coll. « Fantasy » no 7071, 11 octobre 2012, trad. Christophe Rosson, 565 p.  (ISBN 978-2266215510)